# Сельское поселение Богдановка (Нефтегорский район)
Сельское поселение Богдановка — муниципальное образование в Нефтегорском районе Самарской области.
Административный центр — село Богдановка.

## Административное устройство
В состав сельского поселения Богдановка входят:
- село Богдановка,
- посёлок Знамя Труда,
- посёлок Кравцевский.